# Meadow River
Der Meadow River ist ein 85 Kilometer langer linker Nebenfluss des Gauley River im Greenbrier County, Nicholas County und Fayette County im US-Bundesstaat West Virginia.

## Verlauf
Der Meadow River entsteht durch den Zusammenfluss von Eagle Branch und Callahan Branch bei Grassy Meadows. Er fließt anfangs hauptsächlich in Richtung Nordosten bis zur Einmündung des Methodist Branch nahe Crawley.
Ab hier verläuft er vorwiegend in nordwestliche Richtung und nimmt nur wenig später nahe Rupert kurz nacheinander den Little Clear Creek sowie den Big Clear Creek auf, die zu den wichtigsten Zuflüssen zählen. Der Meadow River mündet schließlich, nachdem er dutzende weitere kleine Bäche aufgenommen hat und Charmco, Rainelle sowie Nallen passiert hat, im Carnifex Ferry Battlefield State Park in den aus dem Summersville-Stausee kommenden Gauley River.
Der Fluss entwässert ein 950 km² großes Gebiet und durchfließt dabei größtenteils die Meadow River Wildlife Management Area und die letzten acht Flusskilometer die Gauley River National Recreation Area.